# 윤택 (희극인)
윤택(潤澤, 본명: 임윤택, 한국 한자: 林潤澤, 1972년 10월 2일~)은 대한민국의 개그맨 겸 배우이고 방송인이다.

## 약력
신장은 181cm이고 체중은 95kg인 그는 1991년에 연극배우로 처음 데뷔하였고 5년 후 1996년 뮤지컬 배우로 첫선을 보였으며, 7년 후 2003년 SBS 7기 공채 개그맨으로 정식 데뷔하여 웃찾사 등에 출연했다.
SBS와 계약이 만료된 후에는 스탠드업 코미디 대신 주로 케이블방송 MC 위주로 활동 중이며, 대표작으로는 메인 MC를 담당 중인 "나는 자연인이다"가 있다.
"나는 자연인이다"의 영향으로 지프 랭글러, 쉐보레 콜로라도, 포드 레인저 등의 험로용 차량들을 보유할 정도로 상당한 오프로드 애호가로 알려져 있다. 쉐보레 콜로라도의 대한민국 정식 출시분 1호차를 인도받았으며, 포드 레인저도 대한민국 1호차를 인도받았다.

## 학력
- 백석예술대학교 관광과 전문학사 (졸업)

## 출연작

### 텔레비전 프로그램
- 《코미디빅리그 2》 tvN
- 《개그공화국》 MBN
- 《코미디빅리그 1》 tvN
- 《김치왕》 sky 3D
- 《웃찾사 시즌1》 SBS
- 《위기탈출 넘버원》 KBS2
- 《나는 자연인이다》 MBN
- 《新 대동여지도》 채널A
- 《스타 고향 맛집》 TV조선
- 《TV는 사랑을 싣고》 KBS1
- 《개승자》 KBS2

### 영화
- 갈갈이 패밀리와 드라큐라 (2003년)
- 히트 (2011년) - 용식 역

### 텔레비전 드라마
- 2011년~2012년 KBS2 《오작교 형제들》 ... 택시기사 역 (카메오 출연)
- 2015년 Mnet 《칠전팔기 구해라》 ... (카메오 출연)
- 2016년 MBC 《언제나 봄날》 ... 드래곤K (왕용) 역 (카메오 출연)
- 2018년 OCN 《신의 퀴즈: 리부트》 ... (카메오 출연)
- 2018년 ~ 2019년 MBC 《내사랑 치유기》 ... 미용실 원장 역 (카메오 출연)

### 라디오 프로그램(진행, 출연)
- 2007년 경인방송 SUNNY FM - 《윤택, 김형인의 2시가 좋아》
- 2015년 EBS FM - 《EBS 책 읽는 라디오 낭독 시리즈》
- 2019년 ~ 현재 MBC표준FM 《윤택의 에헤라디오》

## 유행어
- "좋아좋아~" - 웃찾사 <택아>

## 이슈
- 2012년 1월 28일, 서울특별시 마포구 홀리데이인 호텔에서 1세 연하의 신부 김영조와의 결혼식을 앞두고 기자회견 자리에서 속도위반을 고백해 눈길을 끌고 있다.[1]

- 2012년 4월 18일, KBS Joy 더 체어 코리아 시즌2’녹화 현장에 참여해 계획적으로 속도위반을 했다고 고백했다.[4]

## 광고
- 2005년 팡야 시즌2
- 2005년 씨에스클럽
- 2005년 해태음료 써니텐
- 2005년 투니버스 4시 캠페인
- 2007년 LG트윈스
- 2010년 팬택 스카이
- 2011년 맥도날드 쥬이시 테스트 캠페인
- 2013년 보현농장 노루궁뎅이버삿
- 2014년 썬푸드 윤택의 오징어
- 2014년 티브로드 광고문의
- 2014년 친애저축은행 원더풀론
- 2015년 불끈낙지
- 2015년 미니스톱 윤택 시리즈
- 2016년 경상북도 공익광고
- 2017년 스테이크보스
- 2017년 ~ 플랫포머스 베테랑
- 2017년 가이아 캠퍼
- 2018년 파머스팩토리 자연인윤택칡즙
- 2018년 하늘농가 고푸드
- 2018년 우리술 가평막걸리
- 2018년 ~ 한국전기안전공사
- 2020년 ~ 비타콜 산돌배 도라지 발효액
- 2020년 ~ 통닭왕
- 2020년 ~ 더비앤리치 스포밸리
- 2021년 ~ 트래블러 캠핑

## 홍보대사
- 2004년 12월 대한재활의학회 함께 걷자 캠페인 홍보대사
- 2006년 3월 안구기증운동협회 홍보대사
- 2006년 7월 펀 코리아 캠페인 홍보대사
- 2007년 2월 2014 평창동계올림픽 명예 홍보대사
- 2008년 6월 홀트아동복지회 홍보대사[5]
- 2010년 3월 화성시 무한돌봄 홍보대사
- 2011년 2월 경호무술 홍보대사
- 2013년 5월 국제암엑스포 홍보대사
- 2013년 10월 제8회 서울국제문화축제 홍보대사
- 2013년 10월 화성서부경찰서 4대악 근절활동 홍보대사
- 2015년 3월 한국장로교복지재단 홍보대사
- 2017년 6월 억수리오형제 홍보대사
- 2017년 9월 제21회 온달문화축제 홍보대사
- 2017년 11월 영양군 슬로시티 홍보대사
- 2019년 5월 연천군 홍보대사
- 2021년 5월 밀알복지재단 기빙플러스 홍보대사
- 2024년 3월 독도사랑운동본부 연예인홍보대사

## 수상
- 2022년 제24회 한국PD대상 출연자상 TV진행자 〈나는 자연인이다〉 수상